# Grijskopvireo
De grijskopvireo (Hylophilus pectoralis) is een zangvogel uit de familie Vireonidae (Vireo's).

## Verspreiding en leefgebied
Deze soort komt voor van de Guyana's en oostelijk Venezuela tot noordelijk Bolivia en amazonisch Brazilië.

## Status
De grootte van de populatie is niet gekwantificeerd maar de soort wordt omschreven als algemeen. Op de Rode lijst van de IUCN heeft deze soort de status niet bedreigd.